# Naśladowanie z Shelleya
Naśladowanie z Shelleya – wiersz autorstwa Jana Kasprowicza powstały w 1884.

Opublikowano go po raz pierwszy w Przedświcie (numer 7 z listopada 1884). Kasprowicz podpisał go pseudonimem J. Był wolnym, dostosowanym do polskich warunków społecznych, tłumaczeniem Pieśni do ludu angielskiego w roku 1819 (oryg. Song to the Men of England 1819) autorstwa Percy'ego Bysshe Shelleya. Shelley piętnował tam Peterloo - masakrę bezrobotnych w Manchesterze z roku 1819. Młody Kasprowicz był zafascynowany twórczością Shelleya. Po latach ta fascynacja zaowocowała licznymi przekładami liryki angielskiego romantyka. Do tego zetknął się podczas studiów w Lipsku i Wrocławiu ze środowiskami lewicowymi, m.in. z Ludwikiem Krzywickim. To właśnie pośrednictwo Krzywickiego wpłynęło na publikację tego rewolucyjnego wiersza w genewskim piśmie Przedświt. Utwór został przedrukowany w antologii Wybór poezyj dla robotników. Wiersz został ułożony dziewięciozgłoskowcem ze średniówką po sylabie piątej i rymami męskimi:

Długoż wy jeszcze będziecie tak
Ciemiężcom pszenny uprawiać szlak,
I prząść purpury błyszczący szmat,
By nią się zdobił wasz własny kat?